# Northcross
Northcross est une banlieue de la ville de North Shore dans l’aire métropolitaine d’Auckland dans le nord de l’Île du Nord de la Nouvelle-Zélande.

## Situation
Elle est localisée sur la berge nord du mouillage de Waitematā Harbour avec au nord, la banlieue de Torbay Heights et au sud, celle de Pinehill. La ville d’Albany est à l’ouest et Glenvar au nord-ouest, alors que Browns Bay est à l’est avec Torbay au nord-est et   Rothesay Bay au sud-est.

## Population
La population était de 3 033 habitants lors du recensement de 2006(recensement de 2006), en augmentation de 1 233 résidents par rapport à 2001.

## Loisirs
Elle abrite le club du East Coast Bays AFC, qui est actuellement Champions  2010 du  Lotto Sport Italia NRFL Premier (en).

## Éducation
‘Northcross Intermediate’ est une école de niveau intermédiaire (allant de l’année 7 à 8) avec un effectif de 1 092 élèves.
‘Sherwood School’ est une école contribuant au primaire (allant de l’année 1 à 6) avec un effectif de 502 élèves.L’école de Sherwood a célébré son 25 anniversaire en 2001.
Les deux écoles sont mixtes et ont un taux de décile de 10. Les deux sites sont séparés par un terrain de jeux. La prise en charge après l’école est assurée pour les enfants de Northcross au niveau de Sherwood.

## Liens Externes
- Northcross Intermediate website
- Sherwood School website

- New Zealand Gazetteer